# لبیون-وتین
شهر لبیون-وتین (به آلمانی: Löbejün-Wettin) در ایالت زاکسن-آنهالت در کشور آلمان واقع شده‌است.